# Elecciones presidenciales de Uzbekistán de 2023
Las elecciones presidenciales de Uzbekistán de 2023 fueron celebradas el 9 de julio de 2023. Las elecciones se convocaron después de la aprobación del referéndum constitucional en el que se restablecieron los límites del mandato, y el presidente Shavkat Mirziyoyev puede cumplir dos mandatos más de siete años.

## Candidatos
- Ulugbek Inoyatov (Partido Democrático Popular de Uzbekistán).[3]
- Abdushukur Xamzayev (Partido Ecológico de Uzbekistán).[4]
- Robaxon Maxmudova (Partido Socialdemócrata de la Justicia).[5]
- Shavkat Mirziyoyev (Partido Liberal Democrático de Uzbekistán).[6]

## Desarrollo
La Oficina de Instituciones Democráticas y Derechos Humanos de la Oficina de Instituciones Democráticas y Derechos Humanos (OSCE) dijo que los elegidos "carecían de una verdadera competencia política a pesar de algunos esfuerzos para reformar". Su informe mencionó "indicaciones de relleno de urnas, así como numerosas observaciones de firmas aparentemente idénticas en las listas de votantes", señalando que "ninguno de los candidatos registrados criticó públicamente al actual presidente o presentó opiniones políticas alternativas y la campaña se mantuvo en voz baja en todo momento, y los observadores señalaron que los eventos a menudo parecían orquestados". Sin embargo, la misión apreció mucho los preparativos para las elecciones presidenciales.

## Resultados
El presidente de Uzbekistán, Shavkat Mirziyoyev, fue reelegido con el 88 % de los votos. Los resultados preliminares de las elecciones presidenciales fueron anunciados en una reunión informativa por el presidente de la Comisión Electoral Central de Uzbekistán, Zaindin Nizamkhojaev. Más de 15 millones de votantes participaron en las elecciones.